# Retaxo
Retaxo é uma povoação portuguesa do Município de Castelo Branco, que pertenceu à antiga província da Beira Baixa, à região do Centro (Região das Beiras) e sub-região da Beira Interior Sul, e que foi sede da extinta Freguesia de Retaxo, freguesia que tinha 12,27 km² de área e 843 habitantes (2011), distribuídos pelas localidades de Retaxo (sede da freguesia) e Represa, tendo por isso uma densidade populacional de 68,7 hab/km².
A Freguesia de Retaxo foi extinta em 2013, no âmbito de uma reforma administrativa nacional, tendo sido agregada à Freguesia de Cebolais de Cima para formar uma nova freguesia denominada União das Freguesias de Cebolais de Cima e Retaxo.
Criada em 1881, foi localidade anexa à Paróquia de Santa Maria (Castelo Branco) até 1849 e à Paróquia de Cebolais de Cima entre 1849 e 1881.

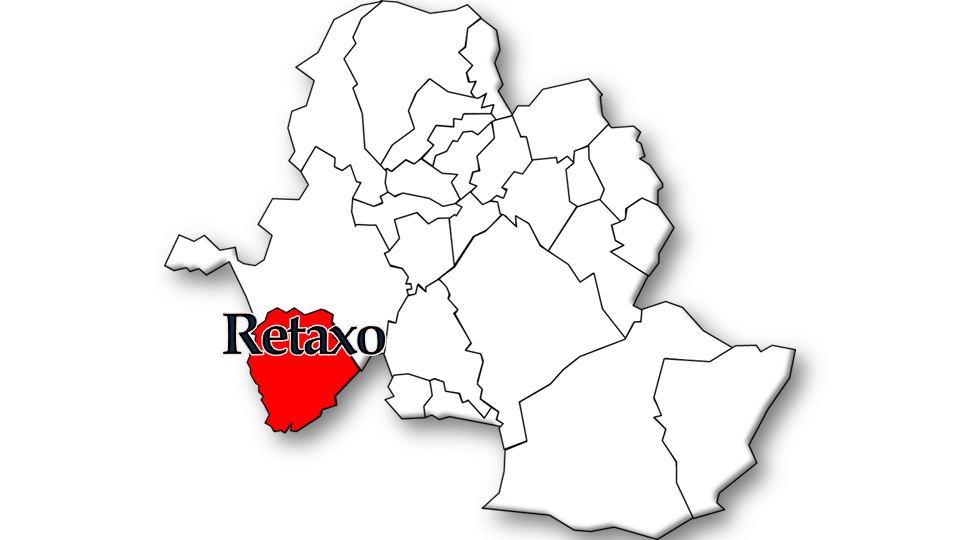
Localização no Município de Castelo Branco

## População
| População da freguesia de Retaxo | População da freguesia de Retaxo | População da freguesia de Retaxo | População da freguesia de Retaxo | População da freguesia de Retaxo | População da freguesia de Retaxo | População da freguesia de Retaxo | População da freguesia de Retaxo | População da freguesia de Retaxo | População da freguesia de Retaxo | População da freguesia de Retaxo | População da freguesia de Retaxo | População da freguesia de Retaxo | População da freguesia de Retaxo | População da freguesia de Retaxo |
| -------------------------------- | -------------------------------- | -------------------------------- | -------------------------------- | -------------------------------- | -------------------------------- | -------------------------------- | -------------------------------- | -------------------------------- | -------------------------------- | -------------------------------- | -------------------------------- | -------------------------------- | -------------------------------- | -------------------------------- |
| 1864                             | 1878                             | 1890                             | 1900                             | 1911                             | 1920                             | 1930                             | 1940                             | 1950                             | 1960                             | 1970                             | 1981                             | 1991                             | 2001                             | 2011                             |
|                                  |                                  | 680                              | 722                              | 833                              | 744                              | 765                              | 979                              | 984                              | 1 042                            | 859                              | 1 145                            | 1 165                            | 1 047                            | 843                              |

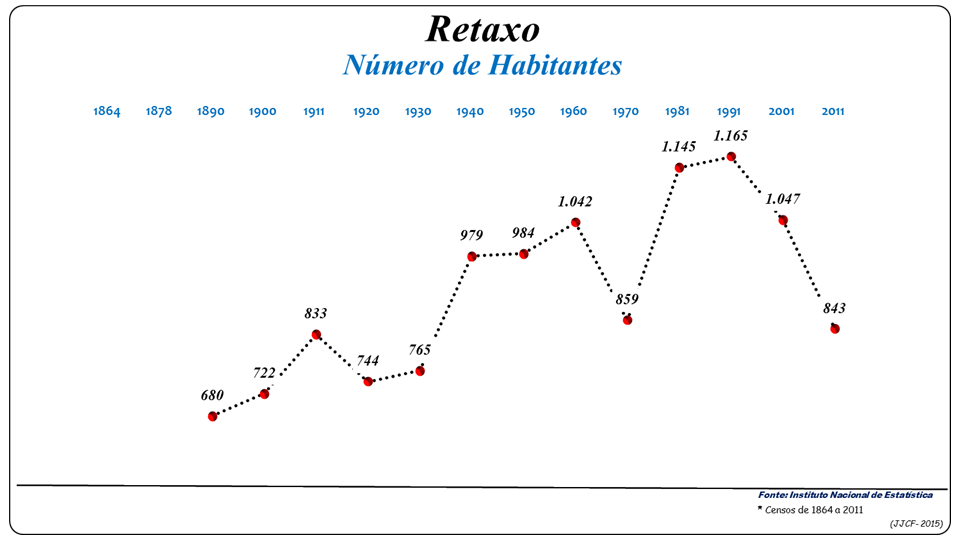
Evolução da População (1864 / 2011)

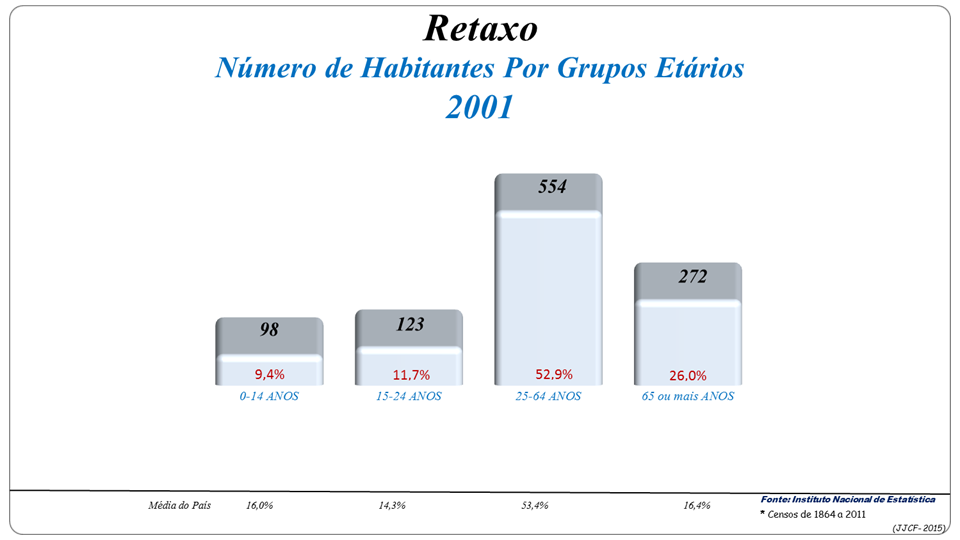
Grupos Etários (2001 e 2011)

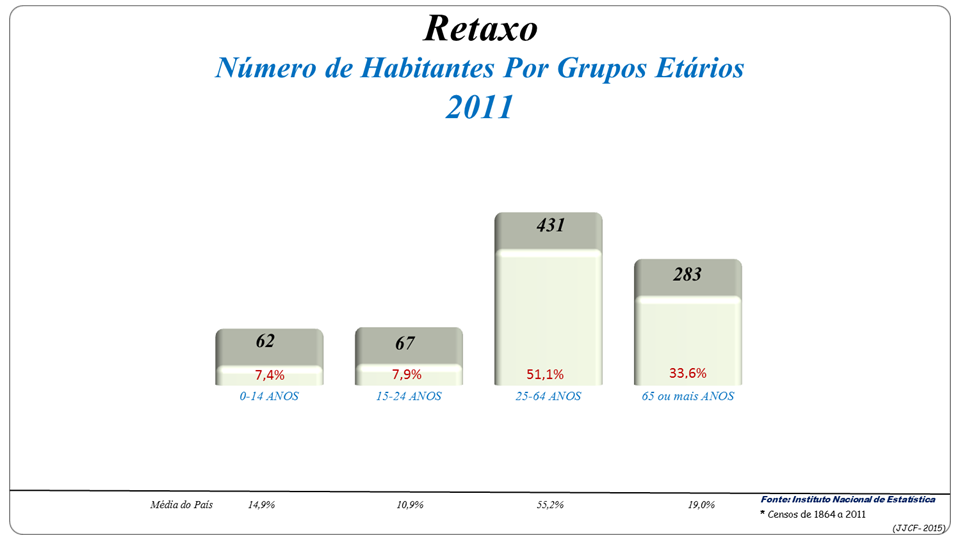
Grupos Etários (2001 e 2011)

Nos censos de 1864 e 1878 não figura como freguesia